# Jan Kubelík
Jan Kubelík (Michle, Praga, 5 de julho de 1880 - Praga, 5 de dezembro de 1940) foi um violinista e compositor checo.

## Biografia
O pai de Jan Kubelík era um jardineiro que gostava de tocar violino. Ele ensinou seus 2 filhos a tocar este instrumento. Posteriormente, ele descobriu o talento de Jan e o enviou para estudar com Karel Weber e Karl Ondříček. Aos 8 anos, Kubelík começou a estudar no Conservatório de Praga com Otakar Ševčík. Durante sua infância, Kubelík costumava praticar entre 10 e 12 horas por dia. Depois de 1898, ele fez uma turnê como solista e rapidamente se tornou um músico conhecido por seu grande virtuosismo, sua entonação impecável e seu tom muito completo e nobre. Kubelík jogou com um violino Guarnerius e também com dois violinos estradivário. Em 1910, ele adquiriu o violino 1715 Stradivarius Emperor.
Depois da sua estreia em Viena e Londres (onde em 1900 apareceu pela primeira vez em um concerto de Hans Richter), Kubelík fez sua primeira turnê pelos Estados Unidos em 1901. Kubelík fez sua primeira aparição com a Sociedade Filarmônica Real na temporada 1901-1902, e em 1902 ele foi premiado com a Medalha de Ouro da referida sociedade, em sucessão a Eugène Ysaÿe. Nesse mesmo ano, Kubelík levou a Orquestra Filarmônica Checa para Londres, depois de tê-la ajudado financeiramente no ano anterior.
Em 1903, Kubelík casou-se com a condessa Marianne Czáky-Szell, sobrinha do primeiro-ministro da Hungria, Colomán Széll. Posteriormente, o casal teve oito filhos, dos quais se destacacou o futuro diretor de orquestra Rafael Kubelík.
Kubelík compôs música, incluindo seis concertos de violino, e continuou fazendo apresentações públicas até sua morte (fazendo uma pausa entre o final da Primeira Guerra Mundial e 1920, período durante o qual ele se dedicou exclusivamente a ser um compositor).
Em 5 de dezembro de 1940, Kubelík morreu em Praga, aos 60 anos de idade.

## Obras selecionadas

### Violino e Orquestra
- Concerto No. 1 em C maior (publicado em 1920)
- Concerto No. 2
- Concerto No. 3
- Concerto No. 4 en B maior (publicado em 1932)
- Concerto No. 5
- Concerto No. 6
- Cadências para o concerto de violino em D maior, Op.61 por Ludwig van Beethoven
- Cadências para o concerto de violino em D maior, Op.77 por Johannes Brahms
- Cadências para o concerto de violino No. 5 em A maior por Wolfgang Amadeus Mozart

### Violino e piano
- Burlesque
- Oriental Scene (publicado em 1931)
- Menuett (publicado em 1931)